# NGC 911
NGC 911 je eliptická galaxie v souhvězdí Andromedy. Její zdánlivá jasnost je 12,8m a úhlová velikost 1,3′ × 0,7′. Je vzdálená 264 milionů světelných let, průměr má 100 000 světelných let. Galaxii objevil 30. října 1878 Édouard Stephan.